# 불씨잡변
《불씨잡변》(佛氏雜辨)은 14세기 말에 정도전이 쓴 책이다. 불교와 그 폐단을 신랄하게 비판하는 내용을 담고 있다.
정도전이  주자학의 입장에서 불교의 교리를 반박한 것으로 모두 19장으로 구성되어 있다. 정도전은 주자학의 입장에서 불교의 윤회설, 인과설, 자비설, 지옥설 등 교리를 민심을 현혹시키는 사교(邪敎)라는 주장을 내세우고 있는데, 특히 선종(禪宗)과 같은 것은 민심을 현혹시키는 마종(魔宗)이라고 비판하였다.

## 목차
1장. 불씨윤회지변(佛氏輪廻之辨, 불교의 윤회설을 논변함)
2장. 불씨인과지변(佛氏因果之辨, 불교의 인과설을 논변함)
3장. 불씨심성지변(佛氏心性之辨, 마음과 본성에 대한 불교 이론을 논변함)
4장. 불씨작용시성지변(佛氏作用是性之辨, 작용을 본성이라 여기는 불교 이론을 논변함)
5장. 불씨심적지변(佛氏心跡之辨, 불교의 마음과 마음의 흔적에 대해 논변함)
6장. 불씨매어도기지변(佛氏昧於道器之辨)
7장 불씨훼기인륜지변(佛氏毁棄人倫之辨)
8장 불씨자비지변(佛氏慈悲之辨)
9장 불씨진가지변(佛氏眞假之辨)
10장 불씨지옥지변(佛氏地獄之辨)
11장 불씨화복지변(佛氏禍福之辨)
12장 불씨걸식지변
13장 불씨선교지변
14장 유석동이지변(儒釋同異之辨, 불교가 도(道)와 기(器)를 구분하지 못하는 것에 대해 논변함
15장 불법입중국(佛法入中國)
16장 사불득화
17장 사천도이담불과
18장 사불심근연대우촉
19장 이단지변

## 같이 보기
- 정도전
- 서학변

## 참고 문헌
- 이 문서에는 다음커뮤니케이션(현 카카오)에서 GFDL 또는 CC-SA 라이선스로 배포한 글로벌 세계대백과사전의 내용을 기초로 작성된 글이 포함되어 있습니다.